# Netratantra
Netratantra – dzieło hinduistyczny z tradycji tantryzmu, zawierające akcenty śiwaickie i wiszniuckie. Powstanie utworu datuje się na początek IX  wieku. Istnieją dwie wersje tekstu dzieła: kaszmirska i nepalska. Tekst podzielony został na 22 rozdziały (adhikary). Zachował się też do naszych czasów, komentarz zatytułowany Netratantroddjota autorstwa Kszemaradźy. Zaliczany jest do  tekstów klasy sarwasamanjatantr (uniwersalnych), jak reprezentujący materiał mantramargę, kulamargę, jak też i inne tradycje hinduistyczne.

## Bóstwa
- Pierwszoplanowym bóstwem Netratantry jest  Amryteśwara, nazywany też imionami Amrytiśa (w wersji nepalskiej),  Amryteśabhajrawa, Mrytyuńdźit i Mrytjuńdźaja. W początkowym rozdziale Amryteśwara, nazwany jest imieniem Bhajrawa. Natomisat w nawiązaniu do tytułu tantry, jest to Śiwa jako Netranatha.
- Małżonką Amryteśwary jest tu Lakszmi lub Śrī, tradycyjnie będące boginiami wisznuizmu. W tekście jedenastego rozdziału, odnaleźć można nawet samego Wisznu. Jest on jednak tutaj szesnastoletnim młodzieńcem, którego wahaną jest byk.
- Joginie, wskazujące na związek z nurtem kulamargi, opisywane są w rozdziale 20.

## Kult
Profesor Gavin Flood wskazuje na Netratantrę, jako na przykład dzieła przedstawiającego praktyki owładnięcia, kontrolowanego opętania, stosowane przez ekstatycznych ascetów zamieszkujących średniowieczne miejsca kremacji. Jej tekst zaświadcza o realizowaniu kultów opętania i praktykach egzorcyzmów.

## Literatura przedmiotu
- Illness and Immortality: Mantra, Mandala, and Meditation in the Netra Tantra, Sauthoff Patricia, Oxford 2022
- Images of the Body in India: South Asian and European Perspectives on Rituals and Performativity, Axel Michaels, Christoph Wulf, Wydawca: Routledge, 2012, ISBN 1136703934, ISBN 9781136703935